# Yves Daniel (cyclisme)
Pour l'homme politique français, voir Yves Daniel. Pour les articles homonymes, voir Daniel.
Yves Daniel, né le 14 décembre 1955 à Yvetot,, est un coureur cycliste français.

## Biographie
Yves Daniel est originaire d'Yvetot, une commune située en Normandie. Il participe à ses premières courses cyclistes en 1970 vers l'âge de quinze ans. Chez les amateurs, il se fait principalement remarquer par ses qualités de sprinteur, qui lui permettent d'obtenir de nombreuses victoires.
Il passe professionnel en 1978 dans l'équipe Fiat, dirigée par Raphaël Géminiani. Pour ses débuts, il termine troisième du Grand Prix de Mauléon-Moulins et quatrième d'une étape du Tour de l'Oise. Il devient également champion de France de vitesse sur piste. L'année suivante, il court en Belgique au sein de la formation Carlos-Galli. Sans résultats marquants, il met fin à sa carrière professionnelle en 1980. Il court encore durant quelques années chez les amateurs, tout en gérant un magasin de sports. Il s'installe ensuite à Creil, où il devient cordonnier.

## Palmarès
- 1973
  - 3e du Premier pas Dunlop
- 1977
  - Grand Prix de Nogent-sur-Oise
  - 3eb étape de la Route de France[4]
- 1978
  -  Champion de France de vitesse
  - 3e du Grand Prix de Mauléon-Moulins
- 1980
  - 2e du Prix des Vins Nouveaux
  - 2e du Grand Prix des Foires d'Orval